# Laraine Newman
Laraine Newman (Los Angeles, 2 de março de 1952) é uma atriz, dubladora, comediante e roteirista estadunidense. Ficou conhecido por ter participado do programa Saturday Night Live e pelo filme O Pestinha 2, onde interpretou a vilã Lawanda Dumore.

## Dublagem
- 1998 The New Batman Adventures
- 2000 - The Oblongs
- 2001 Monsters, Inc.
- 2001-2011 The Fairly OddParents
- 2003 Finding Nemo
- 2003 What's New, Scooby-Doo?
- 2003 Charlotte's Web 2: Wilbur's Great Adventure
- 2004-2007 Danny Phantom
- 2004 Shrek 2 (vozes adicionais)
- 2004 The Incredibles
- 2006 Selvagem
- 2007 Happily N'Ever After (vozes adicionais)
- 2007 Surf's Up
- 2008 Horton Hears a Who!
- 2008 Ponyo
- 2008 WALL-E
- 2009 Cloudy with a Chance of Meatballs
- 2009 Up (vozes adicionais)
- 2010 Shrek Forever After (vozes adicionais)
- 2010 Tangled
- 2010 Toy Story 3
- 2010-2018 SpongeBob SquarePants
- 2011 Tom and Jerry and the Wizard of Oz
- 2012 The Lorax
- 2012 Wreck-It Ralph
- 2013 Despicable Me 2
- 2013 Kung Fu Panda: Legends of Awesomeness
- 2014 Tom and Jerry: The Lost Dragon
- 2014 The Boxtrolls
- 2015 The Adventures of Puss in Boots
- 2015-2017 Dawn of the Croods
- 2015 Inside Out
- 2015 Minions
- 2016 Milo Murphy's Law
- 2016 The Secret Life of Pets
- 2016 Sing
- 2017 Despicable Me 3 (vozes adicionais)
- 2017 The Emoji Movie (vozes adicionais)
- 2017 The Nut Job 2: Nutty by Nature
- 2017 Dorothy and the Wizard of Oz
- 2017 Vampirina
- 2017-2018 Talking Tom and Friends
- 2018 The Grinch

## Filmografia

### Cinema
| Ano  | Título                            | Personagem                             |
| ---- | --------------------------------- | -------------------------------------- |
| 1976 | TunnelVision                      | Sonja                                  |
| 1978 | American Hot Wax                  | Louise adolescente                     |
| 1980 | Stardust Memories                 | Executiva de cinema (não creditada)    |
| 1980 | Wholly Moses!                     | Zoey / Zerelda                         |
| 1986 | Invaders from Mars                | Ellen Gardner                          |
| 1991 | Problem Child 2                   | Lawanda Dumore                         |
| 1993 | Coneheads                         | Laarta                                 |
| 1993 | Witchboard 2: The Devil's Doorway | Elaine                                 |
| 1993 | Revenge of the Red Baron          | Carol Spencer                          |
| 1994 | The Flinstones                    | Repórter Suzana Rocha                  |
| 1996 | Jingle All the Way                | Primeira-dama no episódio do Turbo Man |
| 1997 | Demolition University             | Professora Harris                      |
| 1998 | Fear and Loathing in Las Vegas    | Mulher com olhos de sapo               |
| 2013 | Ready or Knot                     | Joanne                                 |
| 2016 | Nerdland                          | Mulher velha                           |

### Televisão
- 1975-1980 Saturday Night Live
- 1982 Laverne & Shirley (2 episódios)
- 1982 St. Elsewhere (3 episódios)
- 1996 Friends (1 episódio)
- 2014 Castle (1 episódio)